# Upasana Singh
Pour les articles homonymes, voir Singh.
Upasana Singh (en hindi : उपासना सिंह) née le 20 août 1999, est une joueuse indienne de hockey sur gazon. Elle évolue au poste de milieu de terrain au Madhya Pradesh Hockey Academy et avec l'équipe nationale indienne.

## Carrière
Elle a été appelée en équipe première pour concourir à la Ligue professionnelle 2021-2022 sans jouer le moindre match.

## Palmarès
- : 3e à la Ligue professionnelle 2021-2022.